# Marcus Silius Messala
Marcus Silius Messala, mort en 218 à Rome, est un homme politique romain des IIe et IIIe siècles.

## Éléments biographiques
En mai 193, quand l'officier Septime Sévère ordonne l'arrestation des assassins de l'empereur Pertinax, Dion Cassius raconte que le consul suffect Silius Messala réunit les sénateurs au temple de l'Athénée, afin de pouvoir organiser le vote pour la condamnation à mort de Dide Julien, qui lui avait succédé. Par la suite, Silius Messala préside l'investiture de Septime Sévère. 
Une inscription datée du début du règne de Septime Sévère, actuellement au musée Pera d'Istanbul, indique Silius Messala comme légat d'Auguste propréteur de la Bithynie et Pont.
En 218, il est mis à mort par l'empereur Héliogabale avec Pomponius Bassus, au motif de s'être élevé contre sa politique.